# 銀熊賞 (審査員賞)
ベルリン国際映画祭における審査員賞は、銀熊賞（Silberner Bär）の一部門である。

## 概要
2021年の第71回ベルリン国際映画祭から初導入され、かつては「アルフレッド・バウアー賞」として授与されていた。
日本の作品では『独立少年合唱団』（緒方明監督）が受賞している。

## アルフレッド・バウアー賞
ベルリン国際映画祭の初代ディレクターのアルフレッド・バウアーが1986年に亡くなったことに伴い、1987年に創設された。映画界に画期的な視点を与えた作品に授与される。
主に若手監督に与えられる賞として認知されているが、2009年には82歳のアンジェイ・ワイダが新人のアドリアン・ビニエツと同時受賞し、「若い監督と一緒なのがとりわけうれしい」とコメントした。2014年には91歳のアラン・レネが「常に新しい境地を開拓している」という理由で本賞を授与された。
しかし、アルフレッド・バウアーがナチス政権と癒着関係にあったことが発覚したために、2021年からは廃止となった。

## 受賞作品
| 開催年 | 受賞作                                                           | 受賞者                                     | 製作国                                        | 賞名                     |
| ------ | ---------------------------------------------------------------- | ------------------------------------------ | --------------------------------------------- | ------------------------ |
| 1987   | 汚れた血 Mauvais sang                                            | レオス・カラックス                         | フランス                                      | アルフレッド・バウアー賞 |
| 1989   | 召使 Слуга                                                       | ヴァディム・アブドラシト                   | ソビエト連邦                                  | アルフレッド・バウアー賞 |
| 1990   | 護送兵 Караул                                                    | アレクサンドル・ロゴシュキン               | ソビエト連邦                                  | アルフレッド・バウアー賞 |
| 1992   | インフィニタス Infinitas                                         | マーリン・フツィエフ                       | ロシア                                        | アルフレッド・バウアー賞 |
| 1994   | 華厳経 화엄경                                                    | チャン・ソヌ                               | 韓国                                          | アルフレッド・バウアー賞 |
| 1996   | ストラグル・ライブズ Vite strozzate                              | リッキー・トニャッツィ                     | イタリア、 フランス、 ベルギー                | アルフレッド・バウアー賞 |
| 1997   | ロミオ+ジュリエット Romeo + Juliet                               | バズ・ラーマン                             | アメリカ合衆国                                | アルフレッド・バウアー賞 |
| 1998   | ホールド・ユー・タイト 愈快樂愈墮落                              | スタンリー・クワン                         | 香港                                          | アルフレッド・バウアー賞 |
| 1999   | カーニバル Karnaval                                              | トマ・ヴァンサン                           | フランス、 ドイツ、 ベルギー、 スイス         | アルフレッド・バウアー賞 |
| 2000   | ミリオンダラー・ホテル The Million Dollar Hotel                  | ヴィム・ヴェンダース                       | ドイツ                                        | 審査員賞                 |
| 2000   | 独立少年合唱団                                                   | 緒方明                                     | 日本                                          | アルフレッド・バウアー賞 |
| 2001   | 幸せになるためのイタリア語講座 Italiensk for begyndere           | ロネ・シェルフィグ                         | デンマーク                                    | 審査員賞                 |
| 2001   | 沼地という名の町 La Ciénaga                                      | ルクレシア・マルテル                       | アルゼンチン、 フランス、 スペイン            | アルフレッド・バウアー賞 |
| 2002   | バーダー Baader                                                  | クリストファー・ロス                       | ドイツ イギリス                               | アルフレッド・バウアー賞 |
| 2003   | HERO 英雄                                                        | チャン・イーモウ                           | 香港、 中国                                   | アルフレッド・バウアー賞 |
| 2004   | そして、ひと粒のひかり Maria Full of Grace                       | ジョシュア・マーストン                     | アメリカ合衆国、 コロンビア                   | アルフレッド・バウアー賞 |
| 2005   | 西瓜 天邊一朵雲                                                  | ツァイ・ミンリャン                         | 台湾、 フランス                               | アルフレッド・バウアー賞 |
| 2006   | ザ・マインダー El custodio                                       | ロドリゴ・モレノ                           | アルゼンチン、 フランス、 ドイツ、 ウルグアイ | アルフレッド・バウアー賞 |
| 2007   | サイボーグでも大丈夫 싸이보그지만 괜찮아                         | パク・チャヌク                             | 韓国                                          | アルフレッド・バウアー賞 |
| 2008   | レイク・タホ Lake Tahoe                                          | フェルナンド・エインビッケ                 | メキシコ、 日本、 アメリカ合衆国              | アルフレッド・バウアー賞 |
| 2009   | 暗恋 Gigante                                                     | アドリアン・ビニエツ                       | ウルグアイ、 ドイツ、 アルゼンチン            | アルフレッド・バウアー賞 |
| 2009   | 菖蒲 Tatarak                                                     | アンジェイ・ワイダ                         | ポーランド                                    | アルフレッド・バウアー賞 |
| 2010   | 俺の笛を聞け Eu când vreau să fluier, fluier                     | フローリン・サーバン                       | ルーマニア                                    | アルフレッド・バウアー賞 |
| 2011   | If Not Us, Who? Wer wenn nicht wir                               | アンドレス・ファイエル                     | ドイツ                                        | アルフレッド・バウアー賞 |
| 2012   | 熱波 Tabu                                                        | ミゲル・ゴメス                             | ポルトガル、 ドイツ、 ブラジル、 フランス     | アルフレッド・バウアー賞 |
| 2013   | ヴィクとフロ、熊と会う Vic et Flo ont vu un ours                 | デニス・コート                             | カナダ                                        | アルフレッド・バウアー賞 |
| 2014   | 愛して飲んで歌って Aimer, boire et chanter                       | アラン・レネ                               | フランス                                      | アルフレッド・バウアー賞 |
| 2015   | 火の山のマリア Ixcanul (Volcano)                                 | ハイロ・ブスタマンテ                       | グアテマラ、 フランス                         | アルフレッド・バウアー賞 |
| 2016   | 痛ましき謎への子守唄 Hele sa Hiwagang Hapis                      | ラヴ・ディアス                             | フィリピン                                    | アルフレッド・バウアー賞 |
| 2017   | ポコット 動物たちの復讐 Pokot                                    | アニエスカ・ホランド                       | ポーランド                                    | アルフレッド・バウアー賞 |
| 2018   | 相続人 Las herederas                                             | マルセロ・マルティネッシ                   | パラグアイ                                    | アルフレッド・バウアー賞 |
| 2019   | システム・クラッシャー 家に帰りたい Systemsprenger               | ノラ・フィングシャイト                     | ドイツ                                        | アルフレッド・バウアー賞 |
| 2020   | デリート・ヒストリー スマホの履歴を消去せよ Effacer l'historique | ブノワ・デレピーヌ、ギュスタヴ・ケルヴェン | フランス、 ベルギー                           | アルフレッド・バウアー賞 |
| 2021   | バックマン先生のクラス Herr Bachmann und seine Klasse            | マリア・スペス                             | ドイツ                                        | 審査員賞                 |
| 2022   | 宝石のローブ Robe of Gems                                        | ナタリア・ロペス・ガヤルド                 | メキシコ                                      | 審査員賞                 |
| 2023   | バッド・リビング Bad Living                                      | ジョアン・カニージョ                       | ポルトガル                                    | 審査員賞                 |